# Пре почетка рата са Ескимима са љубављу и мучнином
Пре почетка рата са Ескимима са љубављу и мучнином је позоришна представа коју је режирала и адаптирала Ања Суша према комаду Џерома Дејвида Селинџера.
Премијерно приказивање било је 15. априла 1992. у позоришту ДАДОВ.

## Улоге
| Лица | Глумци          |
| ---- | --------------- |
|      | Ђорђе Бранковић |
|      | Вања Ејдус      |
|      | Јана Савић      |
|      | Вања Суша       |